# يوهي أونو
يوهي أونو (باليابانية: 小野 雄平) (1 يوليو 1985 في أوساكا في اليابان – )؛ هو لاعب كرة قدم ياباني سابق كان يلعب كلاعب وسط.

## وصلات خارجية
- يوهي أونو على موقع رابطة كرة القدم اليابانية للمحترفين (اليابانية)
- يوهي أونو على موقع قاعدة بيانات كرة القدم.إي يو (الإنجليزية)
- يوهي أونو على موقع Soccerway.com (الإنجليزية)
- يوهي أونو على موقع عالم كرة القدم.نت (الإنجليزية)